# Xavier Dziekoński
Xavier Dziekoński (Grajewo, 6 ottobre 2003) è un calciatore polacco, portiere del Korona Kielce.

## Carriera

### Club
Cresciuto nelle giovanili dello Jagiellonia, viene lanciato dall'allenatore Ivajlo Petev in prima squadra il 15 luglio 2020 a soli 16 anni, giocando da titolare la gara vinta per 2-1 contro lo Śląsk Wrocław. Quattro giorni più tardi, contro il Lech Poznań è nuovamente in campo a difendere i pali dei giallorossi. 
Inizia la stagione 2020-2021 alternandosi fra la seconda squadra, militante in III liga (quarto livello del calcio polacco) e la formazione under-19, tornando titolare in Ekstraklasa il 20 dicembre, nella sfida vinta per 1-0 contro il Górnik Zabrze. Da quel momento diventa titolare inamovibile dello Jaga, vincendo anche il premio di miglior giovane del mese di febbraio. 

### Nazionale
A marzo 2021 viene convocato per la prima volta nella nazionale under-21, con cui debutta il 26 marzo nell'amichevole vinta per 7-0 contro i pari età dell'Arabia Saudita. 

## Statistiche

### Presenze e reti nei club
Statistiche aggiornate al 28 giugno 2020.
| Stagione        | Squadra         | Campionato      | Campionato | Campionato | Coppe nazionali | Coppe nazionali | Coppe nazionali | Coppe continentali | Coppe continentali | Coppe continentali | Altre coppe | Altre coppe | Altre coppe | Totale | Totale |
| Stagione        | Squadra         | Comp            | Pres       | Reti       | Comp            | Pres            | Reti            | Comp               | Pres               | Reti               | Comp        | Pres        | Reti        | Pres   | Reti   |
| --------------- | --------------- | --------------- | ---------- | ---------- | --------------- | --------------- | --------------- | ------------------ | ------------------ | ------------------ | ----------- | ----------- | ----------- | ------ | ------ |
| 2019-2020       | Jagiellonia     | E               | 2          | 0          | PP              | 0               | 0               | -                  | -                  | -                  | -           | -           | -           | 2      | 0      |
| 2020-2021       | Jagiellonia     | E               | 16         | 0          | PP              | 1               | 0               | -                  | -                  | -                  | -           | -           | -           | 17     | 0      |
| 2021-2022       | Jagiellonia     | E               | 6          | 0          | PP              | 1               | 0               | -                  | -                  | -                  | -           | -           | -           | 7      | 0      |
| Totale carriera | Totale carriera | Totale carriera | 24         | 0          |                 | 2               | 0               |                    | 0                  | 0                  |             | -           | -           | 26     | 0      |